# 中国驻巴士拉总领事馆
中华人民共和国驻巴士拉总领事馆（阿拉伯语：القنصلية العامة لجمهورية الصين الشعبية في البصرة），简称中国驻巴士拉总领事馆，是中华人民共和国派驻伊拉克巴士拉省巴士拉的最高级别外交机构。领区包括巴士拉省、穆萨纳省、济加尔省、迪瓦尼耶省、米桑省和纳杰夫省。

## 历史沿革
2023年10月16日，中国驻巴士拉总领事馆举行开馆仪式。